# Lore Mosheim
Lore Anne Mosheim (* 13. Juli 1914 in Berlin; † 14. Februar 1964 in Los Angeles), auch Lori Lane, Lore Lahner, Lory Lahner und Lori L. Brettauer, war eine deutsche Schauspielerin.

## Leben
Die jüngere Schwester von Grete Mosheim kam mit deren Protektion als 15-Jährige zum Theater und gab ihren Einstand an Gretes Seite am Deutschen Theater Max Reinhardts. Dort sah man Lore in der Rolle der Alice in George Bernard Shaws Komödie Der Kaiser von Amerika unter der Regie von Reinhardt, als Toni Bonn in Fritz von Unruhs Komödie Phaea, als Agnes in Molières Schule der Frauen sowie als Puck in Ein Sommernachtstraum, wiederum unter Reinhardts Regie, als Iduna in Gustaf Gründgens’ Inszenierung der Komödie Die zärtlichen Verwandten von Roderich Benedix, als Paula in dem Schwank Der Raub der Sabinerinnen und zuletzt, ab Dezember 1932, als Vera in Franz Molnars Harmonie, erneut unter der Regie von Reinhardt.
Bis 1933 blieb Lore Mosheim an dieser wichtigsten deutschen Bühne. Sie übernahm nebenbei im frühen Tonfilm auch kleinere Rollen vor der Kamera. Als so genannte 'Halbjüdin' geächtet, floh die Künstlerin 1933 via Frankreich nach England und erreichte schließlich im September 1938 die USA. Der Filmmanager und -produzent Erwin Brettauer (1884–1973), ab 1944 dann ihr Ehemann, gründete 1942 mit Seymour Nebenzahl die Angelus Pictures und verschaffte seiner Ehefrau so unter verschiedenen Pseudonymen kleine Rollen.
Bei Kriegsende zog sich die Künstlerin weitgehend ins Privatleben zurück und lebte zuletzt als Lori L. Brettauer in Beverly Hills. In den 1950er Jahren war Lore Mosheim/Brettauer nachweislich mehrfach in der Schweiz, ihrer zweiten Heimat.

## Filmografie (Auswahl)
- 1930: Der Mörder Dimitri Karamasoff
- 1931: Der Storch streikt. Siegfried der Matrose
- 1931: Die spanische Fliege
- 1932: Eine Stadt steht kopf
- 1933: Die Nacht der großen Liebe
- 1942: Auch Henker sterben
- 1943: Hitler’s Madman
- 1944: Das siebte Kreuz
- 1944: Sommerstürme (Summer Storm)